# تيري ميرفي
تيري ميرفي (بالإنجليزية: Terry Murphy)‏ هو لاعب كرة قدم بريطاني، ولد في 14 يناير 1940 في ليفربول في المملكة المتحدة. لعب مع نادي كرو ألكساندرا ونادي ويتون ألبيون.